# Marmorkatze

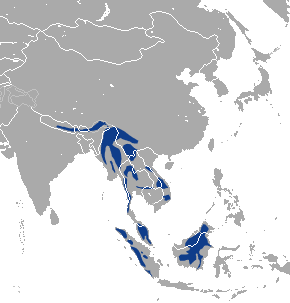
Verbreitungsgebiet der Marmorkatze

Die Marmorkatze (Pardofelis marmorata) ist eine Kleinkatze, die in tropischen Regionen Süd- und Südostasiens vorkommt. Seit 2002 wird sie auf der Vorwarnliste der IUCN geführt, da die gesamte Population wahrscheinlich aus weniger als 10.000 erwachsenen Individuen besteht und keine Population mehr als 1000 erwachsene Marmorkatzen umfasst.

## Merkmale
Marmorkatzen sind ein wenig größer als Hauskatzen: Die Kopf-Rumpf-Länge beträgt etwa 45 bis 62 Zentimeter, hinzu kommt ein 36 bis 55 Zentimeter langer, buschiger Schwanz. Das Körpergewicht liegt bei etwa 2 bis 5 Kilogramm.
Die Fellzeichnung der Marmorkatze gleicht der des viel größeren und im gleichen Gebiet vorkommenden Nebelparders: Auf graubraunem bis gelbgrauem Grund trägt das Fell große, schwarze, unregelmäßig geformte Flecken, deren Inneres blasser als die Ränder ist. Es besteht daher eine Verwechslungsmöglichkeit mit noch nicht ausgewachsenen Nebelpardern. Zeitweise kam die These auf, es handele sich bei der Marmorkatze lediglich um eine verzwergte Population dieser Großkatze.
Gestaltlich erinnert die Marmorkatze an die im gleichen Gebiet verbreitete Bengalkatze, obwohl sie nicht unmittelbar mit ihr verwandt ist. Von der Bengalkatze unterscheidet sich die Marmorkatze unter anderem durch den kürzeren und breiteren Schädel.  Den katzentypischen „Buckel“ macht die Marmorkatze besonders häufig, so dass sie manchmal über längere Zeit in keiner anderen Haltung zu sehen ist.

## Verbreitung und Lebensraum
Marmorkatzen sind auf dem Festland Südostasiens, von der Malaiischen Halbinsel bis in die Vorberge des östlichen Himalaya sowie auf Sumatra und Borneo verbreitet. Sie leben vorwiegend in immergrünen tropischen Regenwäldern.

## Lebensweise
Über die Lebensweise ist wenig bekannt. Als offenbar nachtaktiver Einzelgänger jagt die Marmorkatze wahrscheinlich nach Hörnchen, Fröschen, Vögeln und Insekten. Bei Marmorkatzen, die in Nepal beobachtet wurden, zählten zum Beutespektrum Hasen, Türkentauben, Felsentauben, Wachtelfrankoline, Blaue Pfaue, Kalifasane, Bankivahühner und Ratten. Ein großer Teil der Beute wurde auf Bäumen geschlagen, die Marmorkatze lauert aber auch auf Ästen bodenbewohnenden Beutetieren auf.
Anders als die überwiegend am Boden lebende Bengalkatze scheint sich die Marmorkatze meistens im Geäst der Bäume zu bewegen – so würden Bengal- und Marmorkatzen einander nur wenig Konkurrenz machen. Zur Fortpflanzung liegen nur Daten aus der Gefangenschaft vor. Bekannte Wurfgrößen betrugen je zwei Jungtiere. Die Tragzeit dürfte sich etwa auf 66–82 Tage belaufen.

## Systematik und Taxonomie

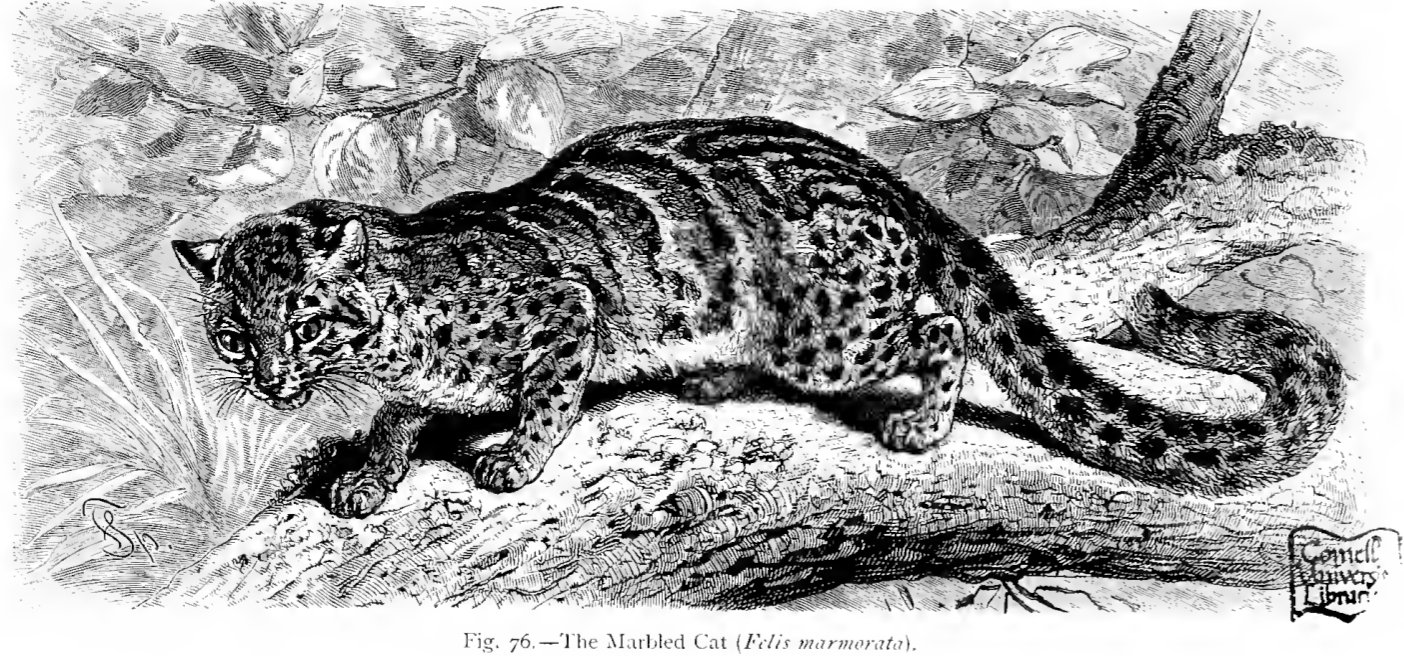
Darstellung um 1880

Die Erstbeschreibung der Marmorkatze erfolgte im Jahr 1837 durch den britischen Naturforscher William Charles Linnaeus Martin unter der Bezeichnung Felis marmorata. Die Terra typica der Art ist die indonesische Insel Sumatra. Im Jahr 1858 führte der russische Naturwissenschaftler Nikolai Alexejewitsch Sewerzow die Gattung Pardofelis für die Art ein.
Genetische Analysen ergaben kurz nach dem Jahr 2000, dass die Asiatische Goldkatze (Catopuma temminckii) und die Borneo-Goldkatze (Catopuma badia) eng miteinander verwandt sind und sich zusammen mit der Marmorkatze vor etwa 9,4 Millionen Jahren von den anderen Feliden getrennt entwickelt haben. Alle drei Arten wurden deshalb der Gattung Pardofelis zugeordnet. Nur wenige Jahre später fand man Unterschiede in der Schädelanatomie zwischen Marmorkatze einerseits und den Asiatischen Goldkatzen andererseits. Aus diesem Grund, und wegen der unterschiedlichen Lebensweise der drei Arten, die Asiatischen Goldkatzen sind überwiegend terrestrisch (bodenbewohnend), die Marmorkatze aber weitgehend baumbewohnend, wurden die zwei Goldkatzen in die 1858 durch Sewerzow eingeführte Gattung Catopuma gestellt und die Marmorkatze verbleibt allein in Pardofelis.

## Unterarten
Der britische Zoologe Reginald Innes Pocock veröffentlichte im Jahr 1939 eine neue Beschreibung der Marmorkatze auf der Grundlage von Schädeln und Fellen, die aus Java, Sumatra, Darjeeling und Sikkim stammten. Er ordnete die 1846 von Gray als Felis charltoni beschriebene Katzenform als Unterarten von Pardofelis marmorata ein. Die nominale Unterart Pardofelis marmorata marmorata kommt im Osten des Himalaya, in Assam, Burma, auf der Malaiischen Halbinsel, auf den Inseln Sumatra und Borneo und in Annam  vor. Pardofelis marmorata charltoni lebt in Nepal, Sikkim, Assam und im nördlichen Myanmar.
Eine im Jahr 2014 veröffentlichte phylogeographische Untersuchung zeigte jedoch, dass fünf Katzenarten, darunter die Marmorkatze, in eine indochinesische und eine Sunda-Klade unterteilt werden können mit dem Isthmus von Kra auf der Malaiischen Halbinsel als Grenze. In einer im Januar 2017 veröffentlichten Revision der Katzensystematik durch die Cat Specialist Group der IUCN wird die Marmorkatze deshalb in folgende zwei Unterarten eingeteilt.
- Pardofelis marmorata marmorata; Borneo, Sumatra und malaiische Halbinsel südlich des Isthmus von Kra (Die Population auf Borneo hat ein mehr graues Fell und muss möglicherweise als weitere Unterart eingeordnet werden).

- Pardofelis marmorata longicaudata; Nepal bis Assam, Bangladesh, Südostasien nördlich des Isthmus von Kra (Möglicherweise eine eigenständige Art)

## Naturschutz
Pardofelis marmorata ist im Anhang I des Washingtoner Artenschutzübereinkommens aufgeführt. Die Jagd auf Marmorkatzen ist in Bangladesch, Kambodscha, im chinesischen Yunnan, in Indien, Indonesien, Malaysia, Myanmar, Nepal und Thailand verboten.